# ثم لم يبق منهم أحد (مسرحية)
ثم لم يبق منهم أحد (بالإنجليزية: And Then There Were None)‏ هي مسرحية لعام 1943 من إنشاء وتأليف الكاتبة الإنجليزية أجاثا كريستي. المسرحية تستند على رواية إلى أجاثا كريستي، وقد تُعرف - بالإضافة إلى اسمها الحالي - باسم عشرة زنوج صغار أو عشرة هنود صغار.
كانت كريستي مسرورة بالكتاب، قائلة في سيرتها الذاتية لقد كتبت الكتاب بعد قدر هائل من التخطيط، وكنت سعيدة بما صنعته.